# آلتنا، هلند
آلتنا (به هلندی: Altena) یک منطقهٔ مسکونی در هلند است که در برابانت شمالی واقع شده‌است. آلتنا ۵۵٬۷۱۸ نفر جمعیت دارد.